# Institut français d'espéranto
Pour les articles homonymes, voir IFE et FEI.
L'Institut français d'espéranto ou IFE (en espéranto : Franca Esperanto-Instituto ou FEI) est une institution commune aux deux principales associations (Espéranto-France et SAT-Amikaro) qui se consacrent à l'enseignement de l'espéranto en France.
Les buts de l'institut sont :
- d'organiser des examens sur la connaissance de l'espéranto et délivrer les diplômes correspondants,
- de veiller au bon usage de l'espéranto dans les publications, plus particulièrement les dictionnaires et les manuels d'apprentissage de la langue,
- de se préoccuper des problèmes linguistiques que peut poser l'usage de l'espéranto par des francophones.

## Membres
L'institut comporte 15 membres :
- 7 délégués d'Espéranto-France ;
- 5 délégués de SAT-Amikaro ;
- 3 membres élus par les délégués.

## Examens
Les diplômes comportent quatre niveaux de pratique de l'espéranto :
- Premier degré - Certificat d'études élémentaires (Atesto pri Elementa Lernado)
- Deuxième degré - Certificat d'études pratiques (Atesto pri Praktika Lernado)
- Troisième degré - Certificat d'études supérieures (Atesto pri Supera Lernado). Il peut être complété par un ou plusieurs certificats de capacité (Atesto(j) pri Kapableco), choisis dans la liste ci-dessous (liste susceptible de se compléter dans le futur[Passage à actualiser]) :
  - Pédagogie (Pedagogio)
  - Tourisme et interprétation (Turismo kaj interpretado)
  - Information (Informado)
  - Sciences et techniques (Sciencoj kaj Teknikoj)
- Quatrième degré -  Diplôme de Hautes Études espérantistes (Diplomo pri Altaj Esperantaj Studoj)